# Gran Premi de Sud-àfrica del 1963
Resultats del Gran Premi de Sud-àfrica de Fórmula 1 de la temporada 1963, disputat al circuit d'East London el 28 de desembre del 1963.

## Resultats
| Pos | No | Pilot                   | Equip             | Voltes | Temps/ Retirada              | Pos. de sortida | Punts |
| --- | -- | ----------------------- | ----------------- | ------ | ---------------------------- | --------------- | ----- |
| 1   | 1  | Jim Clark               | Lotus - Climax    | 85     | 2h 10' 36. 9                 | 1               | 9     |
| 2   | 9  | Dan Gurney              | Brabham - Climax  | 85     | + 1' 06.8 min.               | 3               | 6     |
| 3   | 5  | Graham Hill             | BRM               | 84     | + 1 Volta                    | 6               | 4     |
| 4   | 10 | Bruce McLaren           | Cooper - Climax   | 84     | + 1 Volta                    | 9               | 3     |
| 5   | 4  | Lorenzo Bandini         | Ferrari           | 84     | + 1 Volta                    | 5               | 2     |
| 6   | 12 | Jo Bonnier              | Cooper - Climax   | 83     | + 2 Voltes                   | 11              | 1     |
| 7   | 11 | Tony Maggs              | Cooper - Climax   | 82     | + 3 Voltes                   | 10              |       |
| 8   | 2  | Trevor Taylor           | Lotus - Climax    | 81     | + 4 Voltes                   | 8               |       |
| 9   | 9  | John Love               | Cooper - Climax   | 80     | + 5 Voltes                   | 13              |       |
| 10  | 14 | Carel Godin de Beaufort | Porsche           | 79     | + 6 Voltes                   | 20              |       |
| 11  | 16 | Doug Serrurier          | LDS - Alfa Romeo  | 78     | + 7 Voltes                   | 18              |       |
| 12  | 23 | Trevor Blokdyk          | Cooper - Maserati | 77     | + 8 Voltes                   | 19              |       |
| 13  | 8  | Jack Brabham            | Brabham - Climax  | 70     | Accident                     | 2               |       |
| 14  | 21 | Brausch Niemann         | Lotus - Ford      | 66     | + 19 Voltes                  | 15              |       |
| Ret | 18 | Peter de Klerk          | Alfa Romeo        | 53     | Caixa canvi                  | 16              |       |
| Ret | 22 | David Prophet           | Brabham - Climax  | 49     | Pressió de l'oli             | 14              |       |
| Ret | 3  | John Surtees            | Ferrari           | 43     | Motor                        | 4               |       |
| Ret | 6  | Richie Ginther          | BRM               | 43     | Palier / Eix                 | 7               |       |
| Ret | 7  | Ernie Pieterse          | Lotus - Climax    | 3      | Motor                        | 12              |       |
| Ret | 20 | Sam Tingle              | LDS - Alfa Romeo  | 2      | Palier / Eix                 | 17              |       |
| NVS | 15 | Paddy Driver            | Lotus - BRM       |        | Accident en els entrenaments |                 |       |
| WD  | 17 | Neville Lederle         | Lotus - Climax    |        | Pilot ferit                  |                 |       |
| WD  |    | Mike Hailwood           | Lola - Climax     |        |                              |                 |       |

## Altres
- Pole: Jim Clark 1' 28. 9

- Volta ràpida: Dan Gurney 1' 29. 1 (a la volta 33)